# Japán számlálószavak
A japán nyelv egyike azon nyelveknek, melyek a különböző dolgok és tárgyak megszámlálására, mennyiségének, fizikai mértékegységek kifejezésére ún. számlálószavakat – japán nyelven dzsoszúsi (助数詞) – használnak. A jelenség nem egyedi – más, főként távol-keleti nyelvekben is megtalálható, mint például a kínai vagy a koreai nyelv, de a magyar nyelvben is előfordul néhány, olyan szókapcsolatokban, mint például egy fej saláta, egy szál virág, bővebben l. a számlálószó szócikkben.
A japán számnevek önmagukban nem képesek megadni egy főnév mennyiségét, ezért a nyelv minden esetben számlálószavakat használ. Erre kiváló példa Kuroszava Akira filmjének címe, A hét szamuráj; 七人の侍 sicsinin no szamurai, ahol a 侍 szó adja a főnevet, a 七 számnév, a 人 írásjegy az emberekre használatos számlálószó, a の pedig a kötőpartikula szerepét tölti be.
A számlálószavakat mindig megelőzi valamilyen határozott tőszámnév vagy a nani 何 kérdőszó, önmagukban nem állhatnak. Például a következő mondatokban a dzsi 時 számlálószó az óra teljes időpontjait fejezi ki, és mindig ki kell tenni az időpontot jelölő szám után:
何時ですか。三時です。Nandzsi deszu ka? – Szandzsi deszu. ’Hány óra van? – Három óra.’

## A számlálószavak mondatban elfoglalt helye
A számlálószó önmagában nem állhat. A számnévvel és főnévvel megalkotott számlálószavas kifejezés azonban a mondatban több szerepet is betölthet: például lehet névszói állítmány, illetve alany vagy határozó is. Továbbá a mondatban jelzőként szerepelhet, s ilyen esetben megelőzi a jelzett szót, ahhoz の no partikulával kapcsolódik. Példamondatok:
Alanyként:
二人は女の子で、三人は男の子でした。
Futari va onnanoko de, szannin va otokonoko desita.
(Ők ketten lányok, ők hárman meg fiúk voltak.)
Névszói állítmányként:
日本の人口は一億二千四百万人です。
Nihon no dzsinkó va icsioku-nisen-jonhjaku-man nin deszu.
(Japán lakossága százhuszonnégy millió fő.)
Határozóként:
友達に二回も電話しました。
Tomodacsi ni nikai mo denva simasita.
(A barátomnak kétszer is telefonáltam.)
Jelzőként:
二人の若い人が走ってきました。
Futari no vakai hito ga hasitte kimasita.
(Két fiatal ember jött szaladva.)

## A japán és a kínai számsor
A japán nyelv kétféle rendszert használ a számok kifejezésére. Az egyik rendszer a kínai eredetű, a másik a hagyományos japán számsoron alapszik. Utóbbi segítségével a számok csupán egytől tízig fejezhetők ki, illetve kivételként a húszas számot használják életkor kifejezésére is, míg az előbbi rendszer minden szám kifejezésére alkalmas és használatos. Számlálószó elé csak a kínai számsorból való szám kerülhet. Előfordul, hogy a beszélő épp nem tudja az adott tárgy vagy dolog számlálószavát; ilyen esetben a japán számsor használatával – tehát egytől tízig – a probléma majdnem mindig kiküszöbölhető. Például, a ’nyolc radírgumi’ kifejezés 八個のけしごむ hacsiko no kesigomu a következőképp is kifejezhető: やっつのけしごむ jaccu no kesigomu.

## A hagyományos japán számsor táblázata
| Számjegy | Írása japánul | Átírás és kiejtés | Átírás hiraganával |
| -------- | ------------- | ----------------- | ------------------ |
| 1        | 一つ          | hitocu            | ひとつ             |
| 2        | 二つ          | futacu            | ふたつ             |
| 3        | 三つ          | miccu             | みっつ             |
| 4        | 四つ          | joccu             | よっつ             |
| 5        | 五つ          | icucu             | いつつ             |
| 6        | 六つ          | muccu             | むっつ             |
| 7        | 七つ          | nanacu            | ななつ             |
| 8        | 八つ          | jaccu             | やっつ             |
| 9        | 九つ          | kokonocu          | ここのつ           |
| 10       | 十            | tó                | とお               |
| 20       | 二十          | hatacsi           | はたち             |

## A leggyakoribb számlálószavak
A következőkben a leggyakrabban használt számlálószavak kerültek különböző kategóriák szerinti felsorolásra, japán ábécésorrend szerint.
| Kiejtés és átírás                        | Kandzsi                           | Használat |
| Emberek és tárgyak számlálószavai        | Emberek és tárgyak számlálószavai | Emberek és tárgyak számlálószavai |
| ---------------------------------------- | --------------------------------- | --- |
| だい dai                                 | 台                                | Gépek, gépezetek, mint például: autó, bicikli, hűtő, televízió stb. számlálószava.                                                                                                 |
| はい hai                                 | 杯                                | Tele pohár, bögre, kanál, vödör tartalmának számlálószava. |
| ひき hiki                                | 匹                                | Kistestű állatok, mint például: kutya, macska, egér stb. számlálószava. |
| ほん hon                                 | 本                                | Vékony, hosszúkás tárgyak, mint például: esernyő, répa, uborka; illetve film és telefonhívások számlálószava is.                                                                   |
| かい kai                                 | 階                                | Emeletek számlálószava. |
| こ ko                                    | 個, 箇, 个, vagy ヶ               | Kicsiny, kerek tárgyak, mint például radír, mandarin, tojás, stb. számlálószava; illetve általánosan használt minden olyan dologra, aminek számlálószavát esetenként nem ismerjük. |
| まい mai                                 | 枚                                | Lapos, kiteríthető dolgok, mint például: papír, képeslap, ruha, stb. számlálószava.                                                                                                |
| めい mei                                 | 名                                | Emberekre használatos, ’fő’ jelentésű udvarias számlálószó. |
| にん nin                                 | 人                                | Emberekre használatos számlálószó. |
| さつ szacu                               | 冊                                | Könyvek, kötetek számlálószava. |
| わ va                                    | 話                                | Történetek, epizódok számlálószava. |
| Idő kifejezésére használt számlálószavak |                                   | |
| びょう bjō                               | 秒                                | Másodperc |
| ふん fun, ぷん pun                       | 分                                | Perc |
| がつ gacu                                | 月                                | Hónapok |
| はく haku                                | 泊                                | Éjszakák |
| じ dzsi                                  | 時                                | Időpontok |
| じかん dzsikan                           | 時間                              | Időtartam |
| か ka                                    | 日                                | Hónapok napjai |
| かげつ kagecu                            | ヶ月, 箇月                        | Hónapra vonatkozó időtartam |
| ねん nen                                 | 年                                | Év |
| にち nichi                               | 日                                | Napok |
| さい szai                                | 歳                                | Kor |
| しゅう sú                                | 週                                | Hét |
| Gyakoriságot kifejező számlálószavak     |                                   | |
| ばい bai                                 | 倍                                | Duplázó számlálószó |
| ど do                                    | 度                                | Alkalmak számának számlálószava; illetve hőmérséklet- és matematikai fokot fejez ki.                                                                                               |
| かい kai                                 | 回                                | Gyakoriságot számláló szó |

## Egyéb számlálószavak
A ritkábban használt számlálószavak listája.
| Kiejtés és átírás           | Kandzsi        | Használat |
| --------------------------- | -------------- | --- |
| ば ba                       | 場             | Felvonások száma színházban.                                                                                            |
| ばん ban                    | 晩             | Eltöltött éjszakák számlálószava.                                                                                       |
| ばん ban                    | 番             | Pozíció, helyezés; peron; sportmérkőzés számlálószava.                                                                  |
| び bi                       | 尾             | Kisméretű halak, valamint apró rákok, garnélarák számlálószava. (Általában a halkereskedelemben használják.)            |
| ぶ bu                       | 部             | Újságok, magazinok, papírhalmok számlálószava.                                                                          |
| ぶん bun                    | 文             | Mondatok számlálószava.                                                                                                 |
| びょう bjó                  | 秒             | Másodpercek számlálószava.                                                                                              |
| ちゃく csaku                | 着             | Ruhák számlálószava. |
| ちょう csó                  | 丁             | Szerszámok, ollók, fűrészek, pisztolyok, stb. számlálószava.                                                            |
| ちょう csó                  | 町             | Város negyedek számlálószava.                                                                                           |
| だい dai                    | 代             | Generációk, nemzedékek, történelmi korszakok számlálószava.                                                             |
| だん dan                    | 段             | Szintek számlálószava.                                                                                                  |
| だんらく danraku            | 段落           | Bekezdések számlálószava.                                                                                               |
| ふで fude                   | 筆             | Olyan betűk és ábrák számlálószava, melyeknek írása során nem emelik fel az íróeszközt.                                 |
| ふく fuku                   | 服             | Csésze maccsa (zöldtea); por alapú gyógyszerek tasakjainak; füst (például cigarettáé); szünetek, pihenők számlálószava. |
| ふく fuku                   | 幅             | Kiakasztott tekercsek (kakedzsiku) számlálószava.                                                                       |
| ふり furi                   | 振             | Kardok számlálószava.                                                                                                   |
| ご go                       | 語             | Szavak számlálószava.                                                                                                   |
| ごん gon, és こと koto      | 言             | Szavak számlálószava.                                                                                                   |
| ぐ gu                       | 具             | Bútorok; páncélok, páncélrészek számlálószava.                                                                          |
| ぎょう gjó                  | 行             | Szövegben sorok számlálószava.                                                                                          |
| はく haku                   | 泊             | Valahol eltöltött éjszakák száma.                                                                                       |
| はい hai                    | 敗             | Vereségek számlálószava, például a sportokban.                                                                          |
| はこ hako                   | 箱             | Dobozok számlálószava.                                                                                                  |
| はり hari                   | 張             | Esernyők, napernyők számlálószava.                                                                                      |
| はしら hashira              | 柱             | Istenek, emléktáblák számlálószava.                                                                                     |
| はつ hatsu                  | 発             | Lövések, lövedékek; orgazmusok számlálószava.                                                                           |
| ひん hin                    | 品             | Ételfogások számlálószava.                                                                                              |
| ひつ hicu                   | 筆             | Földdarabok számlálószava.                                                                                              |
| ほ ho                       | 歩             | Lépések számlálószava.                                                                                                  |
| ひょう hjó                  | 票             | Szavazatok számlálószava.                                                                                               |
| じ dzsi                     | 字             | Betűk, kandzsik, kanák számlálószava                                                                                    |
| じ dzsi                     | 児             | Gyerekek számlálószava.                                                                                                 |
| じょう dzsō                 | 畳             | Tatamik számlálószava. A japán szobák méretét tatamikban adják meg.                                                     |
| じょう dzsō                 | 錠             | Tabletták, pirulák számlálószava.                                                                                       |
| じょう dzsō                 | 条             | Törvénycikkek; fénysugarak, füstfoszlányok, villámlások számlálószava.                                                  |
| か ka                       | 架             | Keretek számlálószava.                                                                                                  |
| か ka                       | 課             | Leckék számlálószava.                                                                                                   |
| かこく kakoku               | ヶ国, 箇国     | Országok számlálószava.                                                                                                 |
| かこくご kakokugo           | ヶ国語, 箇国語 | (Nemzeti, hivatalos) nyelvek számlálószava.                                                                             |
| かく kaku                   | 画             | Kandzsik vonásainak számlálószava.                                                                                      |
| かん kan                    | 貫             | Szusi számlálószava. |
| かん kan                    | 艦             | Hadihajók számlálószava.                                                                                                |
| けいとう keitou             | 系統           | Buszútvonalak számlálószava.                                                                                            |
| けん ken                    | 件             | Absztrakt dolgok számlálószava.                                                                                         |
| けん ken                    | 軒             | Házak számlálószava. |
| き ki                       | 機             | Gépek, repülőgépek számlálószava.                                                                                       |
| きん kin                    | 斤             | Kenyér egységeinek a számlálószava, pl. vekni.                                                                          |
| きれ kire                   | 切れ           | Szeletek (kenyér, sütemény, szasimi stb.) számlálószava.                                                                |
| こ ko                       | 戸             | Házak számlálószava. (戸 jelentése: ’ajtó’)                                                                             |
| こう kó                     | 校             | Iskolák számlálószava.                                                                                                  |
| こう kó                     | 稿             | Vázlatok számlálószava.                                                                                                 |
| こう kó                     | 行             | Bankok számlálószava.                                                                                                   |
| こん kon                    | 献             | Alkoholos ital köreinek számlálószava.                                                                                  |
| く ku                       | 区             | Városrészek, például Japán városrészeinek számlálószava.                                                                |
| く ku                       | 句             | Haiku, szenrjú számlálószó.                                                                                             |
| くち kucsi                  | 口             | Bankszámlák; adományok számlálószava.                                                                                   |
| くみ kumi                   | 組             | Csoportok, emberpárok, mint például ikrek, férj és feleség, táncosok stb. számlálószava.                                |
| きゃく kjaku                | 脚             | Asztalok, székek számlálószava.                                                                                         |
| きゃく kjaku                | 客             | Csészék és csészealjak alkotta párok számlálószava.                                                                     |
| きょく kjoku                | 曲             | Zenedarabok, zeneművek számlálószava.                                                                                   |
| きょく kjoku                | 局             | Társasjáték, mint sakk-, go-, sógi-, madzsongmérkőzések; rádió- és televízióállomások számlálószava.                    |
| まき maki or かん kan       | 巻             | Tekercsek, könyvek köteteinek számlálószava.                                                                            |
| まく maku                   | 幕             | Színházi jelenetek számlálószava.                                                                                       |
| めい mei                    | 名             | ’Fő’ jelentésű, emberekre használt számlálószó.                                                                         |
| めん men                    | 面             | Tükrök, falak, teniszpályák, társasjátékok, számítógépes játékok pályáinak számlálószava.                               |
| もん mon                    | 門             | Ágyúk számlálószava. |
| もん mon                    | 問             | Kérdések számlálószava.                                                                                                 |
| ねん nen                    | 年             | Évek, iskolai évek számlálószava.                                                                                       |
| にち nicsi                  | 日             | Hónap napjainak számlálószava. (A kivételeket lásd alul.)                                                               |
| にん nin                    | 人             | Emberek számlálószava. (A kivételeket lásd alul.)                                                                       |
| にんまえ ninmae             | 人前           | Ételadagok számlálószava.                                                                                               |
| おり ori                    | 折             | Papírból készült dobozok, tárolók számlálószava.                                                                        |
| ぺーじ peedzsi              | ページ, 頁     | Oldalak számlálószava.                                                                                                  |
| れい rei                    | 例             | Példák számlálószava.                                                                                                   |
| れい rei                    | 礼             | Meghajlások számlálószava.                                                                                              |
| り ri                       | り or 人       | Emberekre használt számlálószó a következő esetekben: 一人 (ひとり) ’egy ember’ és 二人 (ふたり) ’két ember’.           |
| りん rin                    | 輪             | Kerekek, virágok számlálószava.                                                                                         |
| りょう rjō                  | 両             | Vonatvágányok számlálószava.                                                                                            |
| さい szai                   | 才 vagy 歳     | Kor kifejezésekor használt számlálószó.                                                                                 |
| さお szao                   | 棹             | Fiókok, zászlók számlálószava.                                                                                          |
| せき szeki                  | 席             | Ülések, ülőhelyek, rakugo-előadások, összejövetelek számlálószava.                                                      |
| せき szeki                  | 隻             | Hajók, kötegekben hordott tárgyak, például halak, madarak, nyílvesszők számlálószava.                                   |
| しな sina                   | 品             | Étkezésnél fogások számlálószava.                                                                                       |
| しき siki                   | 式             | Készletek, szettek számlálószavai, például bútoroknál.                                                                  |
| しょう só                   | 勝             | Győzelmek számlálószavai, például mérkőzéseken.                                                                         |
| しゅ su                     | 首             | Tankák számlálószava.                                                                                                   |
| しゅう sú                   | 週             | Hetek számlálószava. |
| しゅるい surui vagy しゅ su | 種類 or 種     | Fajták, fajok számlálószava.                                                                                            |
| そく szoku                  | 足             | Cipők, lábbelik, zoknik számlálószava.                                                                                  |
| たば taba                   | 束             | Pénzkötegek, virágcsokrok, csomóba kötött zöldségek számlálószava.                                                      |
| たい tai                    | 体             | Szobrok, babák számlálószava.                                                                                           |
| たわら tavara               | 俵             | Rizzsel teli zsákok számlálószava.                                                                                      |
| てき teki                   | 滴             | Folyadékok cseppjeinek számlálószava.                                                                                   |
| てん ten                    | 点             | Pontok számlálószava.                                                                                                   |
| とう tó                     | 頭             | Nagytestű állatok számlálószava.                                                                                        |
| とき toki                   | 時             | Időtartam kifejezésére, mára már kevésbé használt számlálószó.                                                          |
| とおり tóri                 | 通り           | Kombinációk számlálószava.                                                                                              |
| つ cu                       | つ             | A hagyományos japán számsorban előforduló számoknál használt számlálószó.                                               |
| つう cú                     | 通             | Levelek számlálószava.                                                                                                  |
| つぼ cubo                   | 坪             | Terület számlálószó, 3,3 négyzetméternyi területet fed le.                                                              |
| つぶ cubu                   | 粒             | Gabona, mandula számlálószava.                                                                                          |
| つうわ cúva                 | 通話           | Telefonbeszélgetések számlálószava.                                                                                     |
| わ va                       | 羽             | Madarak és nyulak számlálószava.                                                                                        |
| わ wa                       | 把             | Csomagok, kötegek számlálószava.                                                                                        |
| わ va                       | 話             | Történetek, sorozatok epizódjainak számlálószava.                                                                       |
| や ja                       | 夜             | Eltöltött éjszakák számlálószava.                                                                                       |
| ぜん zen                    | 膳             | Evőpálcikák, rizsadagok számlálószava.                                                                                  |

## Hangváltozások
Bizonyos hangváltozások figyelhetők meg egyes, bizonyos fonémával kezdődő számlálószavak és számok találkozásának esetében. Például 一 icsi + 回 kai → 一回 ikkai, 六 roku + 匹 hiki → 六匹 roppiki. A részleteket lásd a lenti táblázatban.
Bár ezek a változások majdnem minden esetben megfigyelhetőek, kivételek is vannak. A táblázatban a gyakori kivételek is kiemelésre kerültek.
A tízes szám, dzsú esetében, ha azt kettős, hosszú, zöngétlen mássalhangzó követi, dzsu-ként, illetve dzsi-ként (じゅっ/じっ) ejtjük, ahogy az a táblázatban látható. A dzsi régebbi alak, amit mostanság a dzsu váltott fel.
| Szám      | k- (か, きゃ stb.)              | sz/sh- (さ, しゃ stb.)            | t/cs- (た, ちゃ stb.)           | h- (は, ひ, へ, ほ, ひゃ, ひゅ, ひょ) | f- (ふ)                         | p- (ぱ stb.)                    | w- (わ)                             |
| --------- | ------------------------------- | --------------------------------- | ------------------------------- | ------------------------------------- | ------------------------------- | ------------------------------- | ----------------------------------- |
| 1 icsi    | ikk- いっか                     | issz- いっさ                      | itt- いった                     | ipp- いっぱ                           | ipp- いっぷ                     | ipp- いっぱ                     |                                     |
| 3 szan    |                                 |                                   |                                 | szanb- さんば                         | szanp- さんぷ                   |                                 | szanb- さんば                       |
| 4 jon     |                                 |                                   |                                 | jonh- よんは jonp- よんぱ             | jonf- よんふ jonp- よんぷ       |                                 | jov- よわ jonw- よんわ jonb- よんば |
| 6 roku    | rokk- ろっか                    |                                   |                                 | ropp- ろっぱ                          | ropp- ろっぷ                    | ropp- ろっぱ                    | rokuv- ろくわ ropp- ろっぱ          |
| 8 hacsi   | hakk- はっか                    | hassz- はっさ                     | hatt- はった                    | happ- はっぱ                          | happ- はっぷ                    | happ- はっぱ                    | happ- はっぱ hacsiv- はちわ         |
| 10 dzsū   | dzsikk- じっか dzsukk- じゅっか | dzsissz- じっさ dzsussz- じゅっさ | dzsitt- じった dzsutt- じゅった | dzsipp- じっぱ dzsupp- じゅっぱ       | dzsipp- じっぷ dzsupp- じゅっぷ | dzsipp- じっぱ dzsupp- じゅっぱ | dzsipp- じっぱ                      |
| 100 hjaku | hjakk- ひゃっか                 |                                   |                                 | hjapp- ひゃっぱ                       | hjapp- ひゃっぷ                 | hjapp- ひゃっぱ                 |                                     |
| 1000 szen |                                 |                                   |                                 | szenb- せんば                         | szenp- せんぷ                   |                                 |                                     |
| 10000 man |                                 |                                   |                                 | manb- まんば                          | manp- まんぷ                    |                                 |                                     |
| 何 nan    |                                 |                                   |                                 | nanb- なんば                          | nanp- なんぷ                    |                                 |                                     |

## Kivételek
A gyerekek gyakran a japán számsort használva adják meg életkorukat a szai 歳 (vagy 才) számlálószó helyett.
Néhány számlálószó, legfőképp a 日 nicsi és a 人 nin, néhány esetben a japán számsort használja, ahogy az a lenti táblázatban megfigyelhető. A japán számsor előfordul még néhány állandósult szerkezetben, mint például 一月 hitocuki és 二月 futacuki (egy hónap, két hónap), 一言 hitokoto (’egy szó’) és 一度 hitotabi (’egyszer’).
A nana és a sicsi a 7-es, a jon és a si 4-es, míg a kjú és a ku a 9-es szám két alakja, olvasata. A nana, jon és kyú alakok gyakrabban használatosak, mindazonáltal előfordulnak olyan esetek, melyeknél a számlálószó megköveteli a másik alakot. (Lásd a táblázatot.)
A 階 kai és 銭 sen esetében, a 3-as szám használatakor előfordulhat – beszélőtől függően – a szokásostól eltérő, másik alak. (Lásd a táblázatot.)
| Numeral | 日 nicsi    | 人 nin      | 月 gacu   | 時 dzsi   | 時間 dzsikan    | 階 kai  | 百 hjaku  | 千 szen | 歳 szai |
| ------- | ----------- | ----------- | --------- | --------- | --------------- | ------- | --------- | ------- | ------- |
| 1       | cuitacsi*   | hitori      |           |           |                 |         |           | isszen  |         |
| 2       | fucuka      | futari      |           |           |                 |         |           |         |         |
| 3       | mikka       |             |           |           |                 | szangai | szanbjaku | szanzen |         |
| 4       | jokka       | jonin***    | sigacu    | jodzsi    | jodzsikan       |         |           |         |         |
| 5       | icuka       |             |           |           |                 |         |           |         |         |
| 6       | muika       |             |           |           |                 |         | roppjaku  |         |         |
| 7       | nanoka      | sicsinin    | sicsigacu | sicsidzsi | sicsidzsikan    |         |           |         |         |
| 8       | jóka        |             |           |           |                 |         | happjaku  | hasszen |         |
| 9       | kokonoka    |             | kugacu    | kudzsi    | kudzsikan       |         |           |         |         |
| 10      | tóka        |             |           |           |                 |         |           |         |         |
| 14      | dzsújokka   | dzsújonin   |           |           | dzsújodzsikan   |         |           |         |         |
| 20      | hacuka      |             |           |           |                 |         |           |         | hatacsi |
| 24      | nidzsújokka | nidzsújonin |           |           | nidzsújodzsikan |         |           |         |         |
| 何 nan  |             | **          |           |           |                 | nangai  |           | nanzen  |         |

* Ha hónapok napjai helyett csak napokat számolunk, az icsinicsi alak használatos. Ippi is előfordul.
** Két kifejezés is jelentheti azt, hogy ’hány ember’: az 幾人 ikunin és a 何人 nannin alak is előfordul.
*** Néhány helyen, (például Észak Honsú és Kelet Hokkaidó) területein, az idősebb emberek beszédében a jottari is megtalálható.

## Sorszámnevek
Tőszámnévből való sorszámnév kifejezésére 目 me írásjegy használatos. Minden esetben a számlálószó után kerül. Ennek megfelelően az 一回 ikkai kifejezés jelentése ’egy alkalom’, míg az 一回目 ikkaime jelentése ’első alkalom’.
Néhány esetben azonban előfordul, hogy egy adott kifejezés a 目 me nélkül mind tőszámnevet, mind sorszámnevet is kifejez. Például: a 三階 szangai jelentheti azt, hogy ’három emelet’ és azt is, hogy ’harmadik emelet’.

## Időtartam kifejezése
Időtartam kifejezésére a 間 kan írásjegy használatos a következő szavakat követően: 秒 bjó, 分 fun, 時 dzsi, 日 nicsi (és a cuitacsit leszámítva minden rendhagyó olvasata), 週 sú, ヶ月 kagecu és 年 nen. A felsorolt szavaktól függően a használat helyenként különbözik. Például a kan elhagyása a 時間 dzsikan szó esetében helytelen, ellenben a súkan és a sú esetével, ahol az időtartamot az utóbbi is kifejezheti. Továbbá a kagecukan szinte soha nem használatos, mivel a ka már kifejezi a tartamot.

## Fordítás
- Ez a szócikk részben vagy egészben  a   Japanese counter words című angol Wikipédia-szócikk fordításán alapul.  Az eredeti cikk szerkesztőit annak laptörténete sorolja fel. Ez a jelzés csupán a megfogalmazás eredetét és a szerzői jogokat jelzi, nem szolgál a cikkben szereplő információk forrásmegjelöléseként.